# 빈지우
응우옌푹빈지우(Nguyễn Phúc Vĩnh Giu, 1922년 2월 3일 ~ 2007년 3월 18일)는 베트남 응우옌 왕조의 황족이다. 타인타이의 19번째 아들로, 어머니는 호찌락이다.